# Jens Müller (Rennrodler)

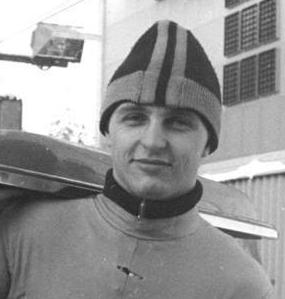
Jens Müller 1987 in Innsbruck-Igls

Jens Müller (* 6. Juli 1965 in Torgau) ist ein ehemaliger deutscher Rennrodler und Trainer. Er wurde 1988 Olympiasieger.
Jens Müller startete für den ASK Vorwärts Oberhof und den BSR Rennsteig Oberhof. Er gehörte von Mitte der 1980er Jahre bis 2002 zu den besten deutschen Rodlern. Der Höhepunkt seiner Karriere war der Olympiasieg bei den Olympischen Spielen 1988 in Calgary. Später wurde er 1996 in Sigulda und 2000 in Winterberg Europameister sowie 2000 Weltmeister in St. Moritz, daneben belegte er weitere zahlreiche Podiumsplätze bei Europa- und Weltmeisterschaften.
Nach seiner aktiven Karriere wurde Müller Trainer und trainierte unter anderem die Skeletonpilotin Steffi Jacob. Von 2002 bis 2018 war er Bundestrainer für Skeleton beim Deutschen Bob- und Schlittenverband (BSD).
Seit 1988 ist Jens Müller Ehrenbürger von Ilmenau in Thüringen. Im selben Jahr erhielt er den Vaterländischen Verdienstorden in Gold.

## Erfolge

### Weltcupsiege
Einsitzer
| Nr. | Datum         | Ort        | Bahn                                    |
| --- | ------------- | ---------- | --------------------------------------- |
| 1.  | 10. März 1985 | Oberhof    | Rennrodelbahn Oberhof                   |
| 2.  | 8. Feb. 1987  | Königssee  | Kombinierte Kunsteisbahn am Königssee   |
| 3.  | 11. Dez. 1988 | Sarajevo   | Trebevic – Bob- und Rennschlittenbahn   |
| 4.  | 18. Dez. 1988 | Innsbruck  | Olympia Eiskanal Igls                   |
| 5.  | 2. Dez. 1990  | Oberhof    | Rennrodelbahn Oberhof                   |
| 6.  | 22. Nov. 1992 | Innsbruck  | Kunsteisbahn Bob-Rodel Igls             |
| 7.  | 18. Dez. 1994 | Calgary    | Calgary’s WinSport Bobsleigh/Luge Track |
| 8.  | 17. Dez. 1995 | Winterberg | Bobbahn Winterberg                      |
| 9.  | 30. Jan. 2000 | Innsbruck  | Kunsteisbahn Bob-Rodel Igls             |
| 10. | 14. Jan. 2001 | Innsbruck  | Kunsteisbahn Bob-Rodel Igls             |